# دانالوي كوتشك
دانالوي كوتشك هي قرية في مقاطعة ماكو، إيران. يقدر عدد سكانها بـ 109 نسمة بحسب إحصاء 2016.